# Rode (France)
Pour les articles homonymes, voir Rode.
Rode est une ancienne commune française du département de la Moselle, rattachée à Morhange depuis 1810.

## Toponymie
Anciennes mentions, :  Roden (1429), Rhode (1459), Roda et Reda (1544), Rotte (XVIIIe siècle), Rodt ou Rothe (1779), Rode (1793), Rhode (1801). 
En allemand : Rothe.

## Histoire
Avant 1790, Rode était un hameau du comté de Morhange, ayant une chapelle annexe de la paroisse de Morhange.

## Démographie
| 1793 | 1800 | 1806 |
| ---- | ---- | ---- |
| 78   | 76   | 84   |

## Lieux et monuments
- Chapelle.

## Personnalités liées à la commune
- François-Ernest de Koeler (1628-1705), procureur général du bailliage d’Allemagne[3], puis premier président au bailliage et siège présidial de Sarrelouis, lieutenant général et criminel du grand bailliage d’Allemagne à Sarreguemines, juge en chef dans le condominium Merzig-région de la Sarre, conseiller d'Etat, anobli le 23 juillet 1664 par le duc Charles IV de Lorraine, était coseigneur de Düren, Rode[4] et Blauberg (« porte d'azur, à trois pals d'argent, à l'écu d'or en abîme sur le tout, chargé d'une tête de lion arrachée de gueules et pour cimier un lion naissant de gueules, tenant une masse d'armes d'argent, issant d'un torti d'or, d'argent, d'azur et de gueules »)[5].